# (76) Freyja
(76) Freyja es un asteroide perteneciente al cinturón exterior de asteroides descubierto el 21 de octubre de 1862 por Heinrich Louis d'Arrest desde el observatorio universitario de Copenhague en Dinamarca. Está nombrado por Freyja, una diosa de la mitología nórdica.

## Características orbitales
Freyja está situado a una distancia media de 3,418 ua del Sol, pudiendo acercarse hasta 2,85 ua y alejarse hasta 3,985 ua. Tiene una excentricidad de 0,1661 y una inclinación orbital de 2,117°. Emplea en completar una órbita alrededor del Sol 2308 días.